# Antonio Salieri
Antonio Salieri (Legnago, 1750. augusztus 18. – Bécs, 1825. május 7.) olasz zeneszerző, a 18. század második felében egész Európa egyik legbefolyásosabb komponistája, egy időben a bécsi klasszika vezetője. Habár korának egyik legünnepeltebb művésze volt, ma már főként a Wolfgang Amadeus Mozart halálával kapcsolatos hamis híresztelés kapcsán ismert, ami nagyban köszönhető Miloš Forman 1984-es Amadeus című nagy sikerű filmjének.

## Életpályája
Florian Leopold Gassmann bécsi karmester fedezte fel Salieri zenei tehetségét, magával vitte a császárvárosba, tanulmányait támogatta és a bécsi udvarba is bevezette.
Első sikerét 1770-ben a Le donne letterate című vígoperájával érte el. 1774-ben Gassmann meghalt, helyére Salierit nevezték ki a bécsi opera karmesterévé, egyben udvari zeneszerző lett.
1778–80 között indult itáliai körútjára, amely alatt 1778-ban Europa riconosciuta című operáját megírta a milánói Scala megnyitójára.
1780-ban visszatért Bécsbe. Megismerkedett Gluckkal, akivel jó barátságba került. Ennek a kapcsolatnak a gyümölcse lett a Les Danaïdes című opera, amelynek megzenésítését Gluck átadta Salierinek, és így a darabot kettejük neve alatt mutatták be 1784-ben Párizsban. 
1788–90 között a császári udvar karmestere volt.
1813-ban a bécsi konzervatórium alapító tagja, majd 1817-től igazgatója is lett. 
Tanítványa volt Beethoven, Franz Schubert, Liszt Ferenc és Johann Nepomuk Hummel is.

## Konfliktusa Mozarttal
- Különösen népszerű az a legenda, mely szerint Mozart és Antonio Salieri rivalizáltak egymással. Ez a témája Alekszandr Puskin színdarabjának, a Mozart és Salierinek, Nyikolaj Rimszkij-Korszakov azonos című operájának, és Peter Shaffer Amadeus című színdarabjának, illetve az ebből készült Miloš Forman-filmnek is. Valójában Salieri rajongott Mozartért.
- 1824–25-ben a 74 éves, beteg Antonio Salieri Mozart megölésével vádolta magát. Az emberek az előrehaladott korból fakadó beszámíthatatlanságról beszéltek, Salieri kijelentései azonban mégis beszédtémává váltak. Ezt Beethoven „beszélgetőfüzeteiből” is megtudjuk, vagyis azokból a feljegyzésekből, amelyekbe a már siket Beethoven beszélgetőpartnerei beírták a közlendőjüket. „Salieri azt állítja, hogy megmérgezte Mozartot”, így szól az 1824. január 21. és 25. közötti bejegyzés. „Salierivel megint rosszul állnak a dolgok. Teljesen meg van bomolva. Állandóan azt fantáziálja, hogy bűnös Mozart halálában, és hogy megmérgezte – ez az igazság, mert igazságként akarja meggyónni.” (1824. január 25. körül). „Most nagyon erős a meggyőződés, hogy Salieri volt Mozart gyilkosa” 1825. január vége). A gyanú, hogy Salieri megmérgezte Mozartot, máig tartja magát. Mozart fia ugyan kétségbe vonta ezt a teóriát, de Mozart maga is úgy vélte: megmérgezték. Máig sem világos azonban, hogy pontosan mi történt.[1]

Betegágyán Salieri azt mondta Ignaz Moschelesnek, Beethoven tanítványának: „halálosan beteg vagyok, ezért aztán becsületszavamra elmondhatom önnek, hogy egy szó sem igaz abból a képtelen pletykából, tudja, hogy megmérgeztem volna Mozartot. Nem igaz, rosszindulatú rágalom az egész, mondja meg a világnak, kedves Moscheles.”

## Művei
Közel 40 operát, valamint egyházi és hangszeres zeneműveket írt.

### Híresebb operái
- Le donne letterate (1770)
- Armida (1771)
- Europa riconosciuta (1778)
- La scuola de' gelosi (1778)
- Der Rauchfangkehrer (1781)
- Semiramide (1782)
- Il ricco d'un giorno (1784)
- Les Danaïdes (1784)
- Prima la musica e poi le parole (1786)
- Tarare (1787)
- La grotta di Trofonio (1788)
- Palmira, regina di Persia (1795)
- Falstaff (1799)